# Mahres
Mahrès o Mahres (àrab: المحرس, al-Maḥras) és una ciutat costanera de Tunísia a la governació de Sfax, situada uns 28 km al sud de Sfax. Té uns 12.000 habitants. És capçalera d'una delegació amb una població de 32.700 habitants el 2004.

## Economia
És una ciutat turística al nord de la qual es troba la platja de Chafar.
A la zona es produeixen olives, però l'agricultura està més diversificada.
Té una zona industrial creada pel govern i estació de ferrocarril.

## Patrimoni
A uns 12 km al sud es troba el jaciment arqueològic del Ras Onga.

## Administració
És el centre de la delegació o mutamadiyya homònima, amb codi geogràfic 34 65 (ISO 3166-2:TN-12), dividida en sis sectors o imades:
- Mahrès (34 65 51)
- Mahres Sud (34 65 52)
- Chaffar (34 65 53)
- Sidi Ghrib (34 65 54)
- Aïthet Chelaia (34 65 55)
- Es-Smara (34 65 56)

Al mateix temps, forma una municipalitat o baladiyya (codi geogràfic 34 25).